# Josef Holler (Jurist)
Josef Holler (* 21. März 1881 in Königshofen, Amt Tauberbischofsheim; † 5. Dezember 1959 in Freiburg im Breisgau) war ein deutscher Jurist. Von 1921 bis 1934 war er Oberbürgermeister der badischen Stadt Offenburg.

## Leben
Holler studierte Rechtswissenschaft an den Universitäten in Würzburg, München, Berlin und Freiburg. Nach Tätigkeit in verschiedenen Notariaten kam er 1913 nach Altenheim. Seine katholische Prägung führte zum Eintritt in die Deutsche Zentrumspartei. Bereits 1899 war er dem katholischen Studentenverein Gothia-Würzburg (heute: K.D.St.V. Gothia-Würzburg im CV) beigetreten.
Nach dem Wegzug des Offenburger Bürgermeisters Hügel trug man ihm dessen Nachfolge an. Trotz Widerständen aus dem nationalliberalen Lager wurde er am 19. April 1920 in das Amt gewählt und übernahm nach seinem Dienstantritt am 14. September 1920 die Leitung der Geschäftsbereiche Gemeindegericht, Rechtspolizei, Standesamt, Armenwesen und Jugendfürsorge, Wohlfahrtspflege, Erwerbslosenfürsorge und Arbeitsamt, Feuerversicherung sowie den Vorsitz in der Kommission für gemeinnützige und sozialpolitische Angelegenheiten. Nach der Pensionierung von Oberbürgermeister Fritz Herrmann wurde Holler am 21. Juni 1921 mit 71 von 76 abgegebenen Stimmen zum Oberbürgermeister der Stadt Offenburg gewählt.
Die ersten Jahre seiner Amtsperiode waren durch die makropolitische Situation nach dem Friedensschluss von Versailles geprägt. Durch die Abtrennung des Elsasses war die Ortenau zu einer Grenzlage geworden. Für die von dort kommenden Flüchtlinge mussten in wirtschaftlich schwieriger Zeit Wohnraum und Arbeitsplätze bereitgestellt werden. Erschwert wurden die Aufgaben, als am 4. Februar 1923 französische Truppen Offenburg besetzten. Seine Weigerung, den Besatzungsbehörden Namen und Geburtsdaten der Angehörigen der bis dahin ausgewiesenen Beamten auszuhändigen, führte am 28. Februar 1923 zu seiner Verhaftung. Am 15. März 1923 wurde er vor dem Kriegsgericht in Landau zu einer Gefängnisstrafe von sechs Monaten und einer Geldstrafe von 100.000 Reichsmark verurteilt. Seine Familie wurde ausgewiesen. Aus der Haft entlassen wurde er am 28. August 1923, die Ausweisung wurde erst am 22. Januar 1924 aufgehoben. Diese Vorgänge schilderte Holler in seinem Werk Sechs Monate Gefängnis.
Nachdem sich der Gemeinderat, das badische Innenministerium und Staatspräsident Köhler für seine Wiederverwendung eingesetzt hatten, kehrte er am 30. Januar 1924 in das Offenburger Rathaus zurück. Nach dem Abzug der französischen Truppen am 18. August 1924 begann das städtische Gemeinwesen unter seiner Führung zu gedeihen. Zur Linderung der Wohnungsnot wurden nördlich der Rheinstraße, am Galgenfeld, an der Weingartenstraße und am Frauenweg neue Quartiere errichtet. Mit dem Ausbau des Industriegeländes am Holderstock konnten neue Arbeitsplätze geschaffen werden. Weitere infrastrukturelle Maßnahmen, die während seiner Amtszeit umgesetzt wurden, sind die Korrektion des Waldbaches, die Entwässerung der Kinzigvorstadt, der Umbau der Johannesbrücke, der Bau einer neuen Kläranlage und die Elektrifizierung der Straßenbeleuchtung. Er holte den Zentralzuchtviehmarkt nach Offenburg und erreichte die Einrichtung eines Röntgeninstituts im städtischen Krankenhaus.

Auch das kulturelle Leben erhielt neue Impulse. Nachdem 1922 bereits ein Verkehrsverein, eine Musikschule und die Volkshochschule gegründet worden waren, initiierte Holler 1924 die Ortenauer Herbstmesse. Im gleichen Jahr fand eine umfassende Ausstellung zum Werk des Barockdichters Hans Jakob Christoffel von Grimmelshausen statt. 1929 holte er den Weinbaukongress nach Offenburg.
Aufgrund seiner Verdienste wurde er am 27. März 1930 mit 83 von 87 Stimmen in seinem Amt bestätigt. Nach der Machtübernahme der Nationalsozialisten legte er auf politischen Druck hin am 10. Januar 1934 sein Amt vorzeitig nieder.
Am 1. April 1934 trat er als Notar beim Notariat III in Freiburg/Br. wieder in den Staatsdienst ein. Nach Ende des Zweiten Weltkriegs wurde er 1947 im Justizministerium des Landes Baden zum Ministerialrat, später zum Ministerialdirektor ernannt und trug in dieser Funktion zum Wiederaufbau des Rechtswesens bei. Zum 1. Juli 1950 trat er in den Ruhestand.
Holler war ein begeisterter und bekannter Numismatiker, der sich vor allem mit der frühen Numismatik des Breisgaus beschäftigte und verschiedene Münzschatzfunde wissenschaftlich bearbeitete. U. a. ordnete er die nachmalige Münzsammlung der Universität Freiburg und betreute ehrenamtlich die Münzsammlung des Augustinermuseums. Seine eigene bedeutende Sammlung bestand fast ausschließlich aus Stücken mit Bezug zu Baden. Nach seinem Tod wurde diese 1960 versteigert.
Anlässlich der 30. Wiederkehr seiner Wahl zum Oberbürgermeister verlieh ihm die Stadt Offenburg 1951 die Ehrenbürgerschaft. Holler starb am 5. Dezember 1959 im Alter von 78 Jahren und wurde auf dem Freiburger Friedhof beigesetzt.

## Ehrungen
- 19. April 1951: Ehrenbürgerschaft der Stadt Offenburg
in dankbarer Anerkennung treuester Pflichterfüllung und unermüdlicher erfolgreicher Tätigkeit auf allen Gebieten der Gemeindeverwaltung zum Wohle und Gedeihen der Stadt
- 1952: Großes Verdienstkreuz der Bundesrepublik Deutschland

## Schriften
- Geleitwort in: Ernst Batzer (Hrsg.): Grimmelshausen und die Ortenau. Festbuch zur Ausstellung in Offenburg vom 9. Aug. bis 1. Sept. 1925. Verlag der Stadt Offenburg, Offenburg 1925.
- Sechs Monate Gefängnis. Erinnerungen aus der Franzosenzeit 1923/24. H. Zuschneid, Offenburg 1930.
- Ein Fund mittelalterlicher Goldmünzen aus Britzingen. In: Schau-ins-Land. Jahrlauf 65/66, 1938/1939, S. 147–154.
- Ein bedeutender Fund schwäbisch-alemannischer Pfennige aus dem Breisgau. In: Schweizerische Numismatische Rundschau. Bd. 31/35, 1952/1953, S. 11–32.
- Goldmünzen aus Flußgold. In: Badische Heimat. Bd. 30, Nr. 1/2, 1950, ISSN 0930-7001, S. 129–130.